# Microsoft Windows Phone 8
Microsoft Windows Phone 8 oder auch Microsoft Windows Phone 8.1 genannt, ist ein Betriebssystem des US-amerikanischen Unternehmens Microsoft für Mobiltelefone. Es zählt zur Reihe der Windows-Phone-Systeme des Herstellers und basiert auf demselben Windows-NT-Kernel wie die hauseigenen Betriebssysteme Windows 8 (Microsoft Windows 8.1) und Windows RT. Windows Phone 8 wurde am 20. Juni 2012 auf der Windows Phone Summit in San Francisco vorgestellt. Am 16. Juli 2014 veröffentlichte Microsoft das Update Windows Phone 8.1.
Das Betriebssystem ist das letzte veröffentlichte Windows-Phone-System von Microsoft, erhielt noch bis Juli 2017 Support und wurde von Windows 10 Mobile abgelöst.

## Merkmale (Auswahl)
Das Betriebssystem besitzt unter anderem folgende Merkmale:
- Live-Kacheln
- Benachrichtigungszentrale
- Persönlicher Assistent namens Cortana
- Internet Explorer 11
- Office Mobile + OneDrive
- Digitale Brieftasche
- Fahrzeugmodus
- Kinderecke
- App Ecke

### Hardware
- Unterstützung für Mehrkernprozessoren
- Bildschirme mit HDTV-Auflösung bis Full HD
- Unterstützung für microSD-Karten
- Near Field Communication (NFC)

### Für Entwickler
- Unterstützung für nativen Code (Programmierung in C/C++)
- Direktkauf (In-App Purchase)
- Integriertes Voice over IP (VoIP)

### Für Unternehmen
- Geräteverschlüsselung (basierend auf BitLocker-Technologie)
- Unterstützung für UEFI und Sandboxing von Apps
- Fernwartung (Remote Management)
- Firmen-Hub und -Apps
- VPN

### Personalisierung
- Der Startbildschirm unterstützt drei Größenformate für die Live-Kacheln.[1]
- Hintergrundbilder für Live-Kacheln auf dem Startbildschirm

## Versionsgeschichte
| Versionsnummer | Erscheinungsdatum/Versionsname                                                 | Neue oder verbesserte Funktionen |
| -------------- | ------------------------------------------------------------------------------ | --- |
| 8.0.9903.10    | 29.10.2012 (Codename: „Apollo“)                                                | - Erste Version |

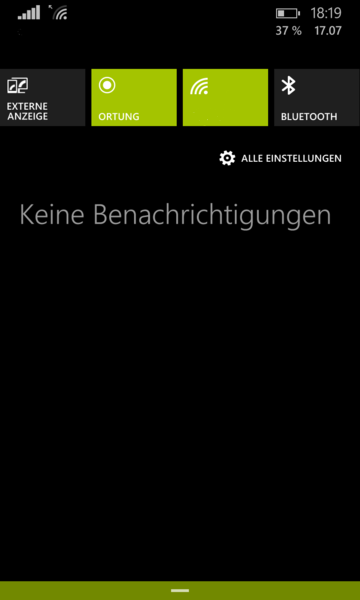
Benachrichtigungszentrale von Windows Phone 8.1

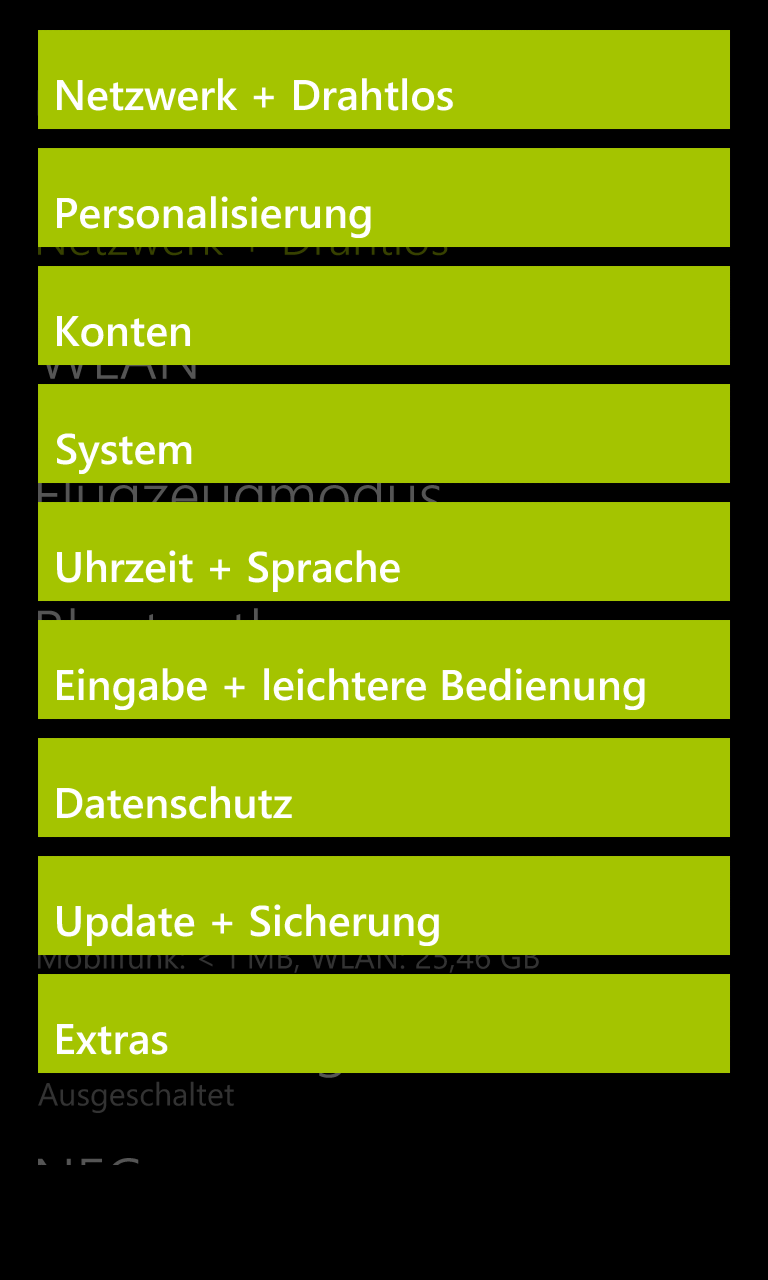
Kategorisierte Einstellungen von Windows Phone 8.1 Update 2

Persönlicher Assistent Cortana

| 8.0.10211.204  | 29.01.2013 Windows Phone 8 GDR1 (Codename: „Portico“)                          | System - Behebung eines Fehlers, durch den das Gerät unvorhergesehen neugestartet wurde. - Behebung von Fehlern der Bluetooth-Funktionalität. - Bootvorgang des Systems verbessert und stabilisiert. - Verbesserungen an der Energieverwaltung. - Es ist jetzt möglich, die WLAN-Verbindung auch im Sperrbildschirm weiterhin aufrechtzuerhalten. - Einführung einer Prioritätenliste von WLAN-Verbindungen. - Weitere Qualitätsverbesserungen. Anwendungen - Behebung von DRM-Problemen in der App Xbox Music. Kommunikation - Der Versand einer Nachricht an mehrere Empfänger wurde erleichtert. - Eingehende Nachrichten können nun bearbeitet werden, bevor man sie weiterleitet. - Nachrichten können nun vor dem Absenden als Entwurf gespeichert werden, um eine spätere Überarbeitung zu ermöglichen. - Es lassen sich nun mehrere Nachrichten gleichzeitig markieren, um eine Massenlöschung durchführen zu können. - Eingehende Anrufe können nun mit einer Antwort-SMS abgelehnt werden. Beispiel: „Ich bin in einer Besprechung. Ich rufe zurück.“ Internet Explorer 10 - Neue Option: Bilder werden nun nicht mehr automatisch heruntergeladen, um das Datenvolumen zu schonen. - Es lassen sich nun einzelne Einträge im Verlauf löschen. |
| 8.0.10327.77   | 19.07.2013 Windows Phone 8 GDR2 (Codename: „Apollo+“)                          | System - Behebung des „Other-Storage“-Problems, das ein konstantes Füllen des Telefonspeichers verursachte. - Reaktivierung des FM-Radio. - Weitere Qualitätsverbesserungen. Anwendungen - Für die Kamera kann eine bevorzugte Foto-App festgelegt werden. - Xbox Musik: Musik kann noch einfacher ausgewählt, heruntergeladen und angeheftet werden. - VoIP-Anwendungen wie Lync und Skype verfügen nun über verbesserte Stabilitäts- und Leistungsfeatures. - Datenvolumenzähler (Data Sense) Kommunikation - Google-Kontakte und -Kalenderinformationen können Synchronisiert werden. Internet Explorer 10 - Weitere Qualitätsverbesserungen. |
| 8.0.10512.142  | 14.10.2013 Windows Phone 8 GDR3                                                | System - Quadcore-Unterstützung. - Full-HD-Unterstützung. - Der Fahrermodus wurde hinzugefügt (erleichtert die Benutzung in einem Auto). - WLAN-Verbindung ist beim Einrichten des Telefons verfügbar. - Bluetooth-Qualitätsverbesserungen. - Neue und verbesserte Funktionen für die Speicherverwaltung. Anwendungen - Apps können jetzt über den „App Switcher“ schließen. Personalisierungsoption - Zusätzliche Kachelspalte bei Smartphones mit großem Display. - Rotationssperre (Orientation Lock). - Klingeltöne für SMS, Nachrichten, E-Mail, Voicemail, Erinnerungen und für Kontakte separat einstellbar. |
| 8.10.12397.895 | 16.07.2014 Windows Phone 8.1 (Codename: „Blue“)                                | System - Benachrichtigungszentrale („Info-Center“). - „Word Flow“-Tastatur. - Musik, Videos, Podcasts und UKW-Radio in separaten Applikationen. - Überarbeitete/neue Systemapps („Speicheroptimierung“, „Stromsparmodus“, „Datenoptimierung“ (vorher Data Sense)). - Unterstützung für VPN. - Werbe-ID. - Verbessertes Multitasking. - Neue Tastenkombination für Screenshots: ein/aus + lauter. - Synchronisierung von Akzentfarben, App-Einstellungen, Internet Explorer und Kennwörter mit Windows 8. - Bildschirm des Gerätes kann mit „Externe Anzeige“ auf anderen Geräten gestreamt werden. - Verbesserte Dual-Sim-Unterstützung. - Facebook-Integration wurde entfernt und durch die Facebook-App ersetzt. - OneDrive-App ist nun ein fester Bestandteil des Systems. - Weitere Qualitätsverbesserungen. Anwendungen - Qualitätsverbesserungen an der Foto-App. - Qualitätsverbesserungen an der Kalender-App. - Qualitätsverbesserungen an der Kamera-App. - Kurzwahlliste in der Telefon-App. Cortana - Persönlicher Assistent namens Cortana. - Ersetzt die Bing-Suche. - "Quiet Hours" (Nicht-Stören Modus). Personalisierungsoption - Hintergrundbild für Live-Kacheln auf dem Startbildschirm. - Dritte Kachelspalte optional für jede Auflösung verfügbar. - Benachrichtigungen für jede App einzeln einstellbar. - Getrennte Lautstärkeregelung. („Klingeln + Benachrichtigungen“, „Medien + Apps“, „Kopfhörer & Bluetooth-Headset“) Windows Phone Store - Neue Benutzeroberfläche. - Rezensionen können nach „Hilfreichste“, „Aktuellste“, „Beste Kritiken“ und „Schlechteste Kritiken“ sortiert werden. - Nutzer können Rezensionen bewerten. - Manuelle Suche nach App-Aktualisierungen. - Automatische Updates können optional nur über W-LAN heruntergeladen werden. - Universal-Apps. (Windows 8.1 & Windows Phone 8.1) Internet Explorer 11 - Passwort-Manager. - Optionale Synchronisierung von Lesezeichen, offenen Tabs und Passwörtern. - Lesemodus. - Video-Player für Flashvideos. Abspielen von Videos direkt auf der Webseite möglich. - Swipe-Gesten zum Vorwärts-/Zurücknavigieren. - Umfangreichere Einstellungen. Spiele Hub - Spiele werden in der Appliste angezeigt. - Verschicken von Nachrichten auch ohne Xbox-Live-Gold-Mitgliedschaft möglich. - Verbesserte Benutzeroberfläche. |
| 8.10.14234.375 | 05.12.2014 Windows Phone 8.1 Update (GDR1)                                     | System - Ordner zur Gruppierung von Applikationen. - Internetfreigabe über Bluetooth möglich. - VPN unterstützt jetzt L2TP. - Neuer Einstellungseintrag: „Zubehör-Apps“. - Der Wecker kann eingestellt werden, wann er erneut klingeln soll. - Für automatische Systemupdates kann ein Installationszeitpunkt festgelegt werden. - Passwortgeschützte Office-Dokumente lassen sich jetzt öffnen. - Stromsparmodus-Toggle im Info-Center hinzugefügt. - Datenverbindungs-Toggle im Info-Center hinzugefügt. - Datum, Uhrzeit und Zeitzone lassen sich jetzt automatisch per NTP festlegen. - Weitere Qualitätsverbesserungen. Anwendungen - App-Ecke, welches ähnlich wie die Kinderecke die Freigabe von bestimmten Apps ermöglicht. - Live-Kachel des Windows-Phone-Marktplatz zeigt optional die „Apps des Tages“ (nicht in der deutschen Version verfügbar). - Live-Kachel des Stromsparmodus zeigt den Akkustatus in Prozent an, welches in Echtzeit aktualisiert wird. Kommunikation - Mehrere Nachrichten können ausgewählt und als eine versendet werden. - Erweiterte Auswahlfunktion, womit mehrere Anrufe, Nachrichten oder Kontakte auf einmal gelöscht werden können. Cortana - Cortana in weiteren Ländern/Sprachen verfügbar: Deutschland, Großbritannien, China, Australien, Indien, Kanada, Frankreich, Spanien und Italien. Internet Explorer 11 - Weitere Qualitätsverbesserungen. |
| 8.10.15148.160 | 11.04.2015 Windows Phone 8.1 Update 2 (GDR2) (Für einige Windows Phone-Geräte) | - Einstellbare App-Berechtigungen (Kalender, Kamera, Kontakte, SMS/MMS & Mikrofon). - Kategorisierte Einstellungen mit Suchfunktion. - Einstellungen können auf die Startseite angeheftet werden. - Unterstützung von Bluetooth-Tastaturen. - Unterstützung von MKV-Videodateien. - Doppeltipp auf Navigationsleiste schaltet den Bildschirm aus (Nur für Geräte ohne kapazitive Navigationsleiste). - Unterstützung für Always-On-VPN-Profile. - Handyname lässt sich ohne Zusatzsoftware unter dem Punkt „Info“ ändern. - Verbesserter Diebstahlschutz. - Räume wurden entfernt („Familienbereich“). |
| 10.0.15063.xxx | 17.03.2016 Windows 10 Mobile (Für einige Windows Phone-Geräte)                 | Siehe Microsoft Windows 10 Mobile. |

 Hinweis: Eine komplette Auflistung der Änderungen und Versionsnummern findet man im offiziellen Windows Phone-Updateverlauf (Memento vom 4. April 2015 im Internet Archive).
Für Windows Phone 8.1 wurde der Mainstream-Support bis 11. Juli 2017 aufrechterhalten, ein Extended-Support ist nicht geplant.

### Update auf Windows Phone 8.1
Alle Endgeräte, die mit Windows Phone 8 ausgeliefert wurden, können prinzipiell auf Windows Phone 8.1 aktualisiert werden. Allerdings stellen nicht alle Hersteller das offizielle Update zur Verfügung. Im Falle der Geräte von Huawei ist das Update daher nur durch die Preview for Developers von Microsoft selbst möglich, die aber auch von normalen Nutzern installiert werden kann. Für die von Microsoft Mobile selbst entwickelte Lumia-Reihe, das Ativ S von Samsung und HTC 8X wurde das Update veröffentlicht.

### Update auf Windows 10 Mobile
Ein Update auf Windows 10 Mobile wurde von Microsoft für alle Lumia-Geräte angekündigt. Es wurde nachträglich eingeschränkt, dass doch nicht alle Geräte dieses Update erhalten. Alle Geräte mit mindestens 8 GB internem Speicher und 1024 MB RAM sollten das Update erhalten, Geräte mit 4 GB internem Speicher bleiben außen vor, da jener Speicherplatz für Windows 10 nicht ausreichend ist. Diese Zusagen wurden bei der Veröffentlichung gebrochen, nur ein Teil der Geräte erhält das Update.

## Kompatibilität

### Betriebssystem
Eine Aktualisierung von Geräten, auf denen Windows Phone 7 läuft, ist nicht möglich. Es ist aber möglich von Windows Phone 8 auf Windows Phone 8.1 zu aktualisieren. Außerdem ist eine Aktualisierung von Windows Phone 8.1 auf Windows 10 Mobile möglich.

### Apps bzw. Anwendungen
Apps (Applikationen) für die Vorgängerversion Windows Phone 7 sind größtenteils auch unter Windows Phone 8 und Windows Phone 8.1 lauffähig.
Seit April 2014 ist die Entwicklung von Apps möglich, die auch unter Windows 8 laufen und umgekehrt. Dies wird durch die Laufzeitumgebung Windows Runtime (WinRT) möglich. Mit dieser laufen Apps, die für die Touch-Oberfläche von Windows 8 (inkl. Updates) erstellt wurden, unverändert auch auf Windows-Phone-Smartphones. Die Kompatibilität mit Smartphone und/oder Tablet/PC ist seitdem mit kleinen Icons im Windows Phone Store gekennzeichnet.

## Verfügbarkeit und Marktanteile
Ende September 2012 wurde Windows Phone 8 an die Smartphone-Hersteller ausgeliefert. Als erstes Modell wurde das Samsung Ativ S am 29. August 2012 in Berlin gezeigt.
Die beiden Nokiageräte Lumia 820 und Lumia 920 sind seit dem 5. November erhältlich. HTC hat am 5. November das HTC 8X veröffentlicht. Im zweiten Quartal 2013 betrug der Marktanteil von Windows Phone bei Smartphones weltweit 3,7 %. In einzelnen Märkten, unter anderem in Deutschland oder Mexiko, erreichte Windows Phone bis Februar 2013 höhere Marktanteile von bis zu 12 %. Ende 2013 stieg der Marktanteil in den fünf größten europäischen Märkten (Deutschland, Großbritannien, Frankreich, Italien und Spanien) auf 10 %, während der weltweite Anteil im vierten Quartal auf 3 % sank. Auch in Deutschland sank der Marktanteil im zweiten Quartal auf 7,1 %. Bis zum zweiten Quartal 2014 sanken die weltweite Stückzahl (8 Millionen) und der Marktanteil (2,7 %) weiter ab. Im dritten Quartal 2015 sanken die Verkäufe bei Microsoft von 9,3 Millionen Geräten (drittes Quartal 2014) auf 5,8 Millionen.

## Geräte mit Windows Phone 8
| Gerätenamen                   | Hersteller       | In der EU erhältlich | Außerhalb der EU erhältlich | In Deutschland, Österreich oder der Schweiz erhältlich | Upgrade auf Windows 10 Mobile |
| ----------------------------- | ---------------- | -------------------- | --------------------------- | ------------------------------------------------------ | ----------------------------- |
| Acer Liquid M220 Plus         | Acer             | Ja                   | Ja                          | Ja                                                     | Ja                            |
| Acer Liquid M220              | Acer             | Ja                   | Ja                          | Ja                                                     | Nein                          |
| Archos 40 Cesium              | Archos           | Ja                   | Nein                        | Ja                                                     | ?                             |
| TrekStor WinPhone 4.7 HD      | TrekStor         | Ja                   | Ja                          | Ja                                                     | ?                             |
| Nokia Lumia 435               | Microsoft Mobile | Ja                   | Ja                          | Ja                                                     | Ja                            |
| Nokia Lumia 520               | Nokia            | Ja                   | Ja                          | Ja                                                     | Nein                          |
| Nokia Lumia 525               | Nokia            | Ja                   | Ja                          | Ja                                                     | Nein                          |
| Nokia Lumia 530               | Nokia            | Ja                   | Ja                          | Ja                                                     | Nein                          |
| Microsoft Lumia 532           | Microsoft Mobile | Ja                   | Ja                          | Ja                                                     | Ja                            |
| Microsoft Lumia 535           | Microsoft Mobile | Ja                   | Ja                          | Ja                                                     | Ja                            |
| Nokia Lumia 620               | Nokia            | Ja                   | Ja                          | Ja                                                     | Nein                          |
| Nokia Lumia 625               | Nokia            | Ja                   | Ja                          | Ja                                                     | Nein                          |
| Nokia Lumia 630               | Nokia            | Ja                   | Ja                          | Ja                                                     | Nein                          |
| Nokia Lumia 635               | Nokia            | Ja                   | Ja                          | Ja                                                     | Ja                            |
| Microsoft Lumia 640           | Microsoft Mobile | Ja                   | Ja                          | Ja                                                     | Ja                            |
| Microsoft Lumia 640 XL        | Microsoft Mobile | Ja                   | Ja                          | Ja                                                     | Ja                            |
| Nokia Lumia 720               | Nokia            | Ja                   | Ja                          | Ja                                                     | Nein                          |
| Nokia Lumia 730               | Nokia            | Ja                   | Ja                          | Ja                                                     | Ja                            |
| Nokia Lumia 735               | Nokia            | Ja                   | Ja                          | Ja                                                     | Ja                            |
| Nokia Lumia 820               | Nokia            | Ja                   | Ja                          | Ja                                                     | Nein                          |
| Nokia Lumia 830               | Microsoft Mobile | Ja                   | Ja                          | Ja                                                     | Ja                            |
| Nokia Lumia 920               | Nokia            | Ja                   | Ja                          | Ja                                                     | Nein                          |
| Nokia Lumia 925               | Nokia            | Ja                   | Ja                          | Ja                                                     | Nein                          |
| Nokia Lumia 930               | Nokia            | Ja                   | Ja                          | Ja                                                     | Ja                            |
| Nokia Lumia 1020              | Nokia            | Ja                   | Ja                          | Ja                                                     | Nein                          |
| Nokia Lumia 1320              | Nokia            | Ja                   | Ja                          | Ja                                                     | Nein                          |
| Nokia Lumia 1520              | Nokia            | Ja                   | Ja                          | Ja                                                     | Ja                            |
| HTC Windows Phone 8S          | HTC              | Ja                   | Ja                          | Ja                                                     | Nein                          |
| HTC Windows Phone 8X          | HTC              | Ja                   | Ja                          | Ja                                                     | Nein                          |
| Samsung Ativ S                | Samsung          | Ja                   | Ja                          | Ja                                                     | Nein                          |
| Huawei Ascend W1              | Huawei           | Ja                   | keine Angaben               | Ja                                                     | ?                             |
| Huawei Ascend W2              | Huawei           | Ja                   | keine Angaben               | Ja                                                     | ?                             |
| Era Windows Phone             | Fly              | Ja                   | Ja                          | Keine Angabe                                           | ?                             |
| Yezz Billy 4                  | Yezz             | Ja                   | Ja                          | Nein                                                   | ?                             |
| Yezz Billy 4.7                | Yezz             | Ja                   | Ja                          | Nein                                                   | ?                             |
| Yezz Billy 5S                 | Yezz             | Ja                   | Ja                          | Nein                                                   | ?                             |
| Yezz Monaco 47                | Yezz             | Ja                   | Ja                          | Nein                                                   | ?                             |
| Prestigio Multiphone 8500 Duo | Prestigio        | Ja                   | Nein                        | Ja                                                     | ?                             |
| Prestigio Multiphone 8400 Duo | Prestigio        | Ja                   | Nein                        | Ja                                                     | ?                             |
| Lava Xolo Win Q900S           | XOLO             | Ja                   | Ja                          | Keine Angabe                                           | ?                             |
| Allview W1 I (zuvor Impera I) | Allview          | Ja                   | Ja                          | Ja                                                     | ?                             |
| Allview W1 S (zuvor Impera S) | Allview          | Ja                   | Ja                          | Ja                                                     | ?                             |
| Nokia Lumia 521               | Nokia            | Nein                 | Ja                          | Nein                                                   | Nein                          |
| Nokia Lumia 810               | Nokia            | Nein                 | Ja                          | Nein                                                   | Nein                          |
| Nokia Lumia 822               | Nokia            | Nein                 | Ja                          | Nein                                                   | Nein                          |
| Nokia Lumia 928               | Nokia            | Nein                 | Ja                          | Nein                                                   | Nein                          |
| Nokia Lumia Icon              | Nokia            | Nein                 | Ja                          | Nein                                                   | Nein                          |
| HTC One (M8) for Windows      | HTC              | Nein                 | Ja                          | Nein                                                   | Nein                          |
| Samsung ATIV SE               | Samsung          | Nein                 | Ja                          | Nein                                                   | Nein                          |
| Canvas Win W121               | Micromax         | Nein                 | Ja                          | Nein                                                   | ?                             |
| Wind W4                       | Karbonn          | Nein                 | Ja                          | Nein                                                   | ?                             |
| REDMOND                       | UCALL            | Nein                 | Ja                          | Nein                                                   | ?                             |
| Krüger&Matz Soul 2            | Krüger&Matz      | Ja                   | Ja                          | Nein                                                   | ?                             |